# Cetonia pilifera
Cetonia pilifera är en skalbaggsart som beskrevs av Victor Ivanovitsch Motschulsky 1860. Cetonia pilifera ingår i släktet Cetonia och familjen Cetoniidae. Utöver nominatformen finns också underarten C. p. izuensis.